# 野村庄吾
野村 庄吾（のむら しょうご、1931年 -2019 ）は、発達心理学を専門とする日本の心理学者。京都教育大学、奈良女子大学、花園大学の教授を歴任した。

## 経歴
金沢市生まれ。
京都大学教育学部に学び、1954年に卒業した。
発達心理学を専門とし、「発達障害」という用語が一般化する以前から障害の問題について研究に取り組んだ。
また、「笑い」の心理学的研究にも取り組んだ。

## おもな著書

### 単著
- 『乳幼児の世界：こころの発達』岩波書店（岩波新書）、1980年
- 『障害をもつこと育つこと（子どもと教育を考える 13）』岩波書店、1984年
- 『スコットランドの小さな学校』岩波書店（岩波新書）、1994年
- 『笑吾先生子育ちばなし』大宮書房、1995年
- 『障害児教育入門』岩波書店（子どもと教育）、1996年

### 編著
- （岡本夏木との共編著）『育つことのうちそと：児童から青年への発達』ミネルヴァ書房、1979年
- 『新・児童心理学講座 第15巻 子どもの発達障害と教育』金子書房、1991年
- 『人はかく笑う：笑学第一歩』大宮書房、1994年

## 論文
- 「眼球運動をとおして見た認知の発達とその障害」『京都教育大学紀要A』44 (1972)
- 「数の比較と眼球運動」『京都教育大学教育研究所報』第19号 (1973)
- 「眼球運動過程の発達心理学的検討」『京都教育大学紀要A』49 (1976)
- 「ゼロ・一歳児の発達の特徴と保育」『岩波講座子どもの発達と教育 4. 発達段階と教育 I 幼年期』岩波書店 (1979)
- 「現代社会と障害 - 障害研究の意味」『波多野・依田 児童心理ハンドブック』金子書房 (1983)
- 「育つとは」『保育講座 12. 障害児保育』ミネルヴァ書房 (1990)
- 「子どもの個性 - 幼児の個別世界」『個性と感情の発達 (講座幼児の生活と教育 3)』岩波書店 (1994)
- 「共同性としての”笑う” - 小俣笑い講調査からの研究ノート」『奈良女子大学教育学年報』第10号 (1995)
- 「笑いの昔、そして今」春日大社『春日文化』第4冊 (1996)
- 「福祉心理学試考」『花園大学社会福祉学部紀要』第9号 (2001)